# Joaquín Maas Águila
Gral. José Joaquín Arnulfo Orion Maass Águila fue un militar mexicano que participó en la Revolución mexicana. 

## Datos familiares
Nació en Puebla el 15 de agosto de 1879. Fue hijo de Gustavo Joaquín Manuel Maass Flores y su primera esposa, Mercedes Águila Moya, quien era la hermana de Emilia Águila Moya, esposa del General Victoriano Huerta.
Tuvo varios hermanos, entre ellos el General Gustavo Maass Águila, quien fuera el comandante militar en el puerto de Veracruz durante la Ocupación estadounidense de Veracruz de 1914.

## Estudios y actividad militar
Estudió en el Colegio Militar, graduándose como teniente de ingenieros en 1901. 
- Intervino en el ataque y muerte de Aquiles Serdán.
- Defendió al gobierno de Francisco I. Madero contra la rebelión orozquista de 1912
- Combatió a las órdenes de Victoriano Huerta, de quien era sobrino, y también lo apoyó éste cuando tomó el poder
- Participó activamente en la campaña contra los carrancistas.
- Fue gobernador huertista de Coahuila

(a) del primero al 18 de noviembre de 1913 y
(b) del 2 de febrero al 21 de mayo de 1914.
- Fue ascendido a general de división en 1914 y encargado por Huerta a la recuperación de Torreón que estaba en manos villistas.
- Fue vencido por Francisco Villa en San Pedro de las Colonias y se replegó a Saltillo.

## Vida en exilio, regreso a México y muerte
Pasó varios años en Europa y Estados Unidos. Regresó a México en 1920, dedicándose a la ingeniería. Murió en la Ciudad de México el 14 de enero de 1948. 

## Enlaces
Genealogía y descendencia de Joaquín Maass Águila (enlace roto disponible en Internet Archive; véase el historial, la primera versión y la última).